# Ichthydium galeatum
Ichthydium galeatum är en djurart som tillhör fylumet bukhårsdjur, och som beskrevs av Konsuloff 1921. Ichthydium galeatum ingår i släktet Ichthydium och familjen Chaetonotidae. Inga underarter finns listade i Catalogue of Life.